# Gresham Castle
Gresham Castle är ett slott i Storbritannien.   Det ligger i grevskapet Norfolk och riksdelen England, i den sydöstra delen av landet, 180 km nordost om huvudstaden London. Gresham Castle ligger 47 meter över havet.
Terrängen runt Gresham Castle är platt. Runt Gresham Castle är det ganska tätbefolkat, med 104 invånare per kvadratkilometer. Närmaste större samhälle är Sheringham, 5,0 km norr om Gresham Castle. Trakten runt Gresham Castle består till största delen av jordbruksmark.